# Cadaval (freguesia)
A Freguesia de Cadaval foi uma freguesia portuguesa do Município do Cadaval que tinha 12,75 km² de área e 3 113 habitantes (2011), e, por isso, uma densidade populacional de 244,2 hab./km².
Foi extinta em 2013, no âmbito de uma reforma administrativa nacional, tendo sido agregada à Freguesia de Pero Moniz, para formar uma nova freguesia denominada União das Freguesias de Cadaval e Pêro Moniz da qual é a sede.

## População
| População da freguesia de Cadaval | População da freguesia de Cadaval | População da freguesia de Cadaval | População da freguesia de Cadaval | População da freguesia de Cadaval | População da freguesia de Cadaval | População da freguesia de Cadaval | População da freguesia de Cadaval | População da freguesia de Cadaval | População da freguesia de Cadaval | População da freguesia de Cadaval | População da freguesia de Cadaval | População da freguesia de Cadaval | População da freguesia de Cadaval | População da freguesia de Cadaval |
| --------------------------------- | --------------------------------- | --------------------------------- | --------------------------------- | --------------------------------- | --------------------------------- | --------------------------------- | --------------------------------- | --------------------------------- | --------------------------------- | --------------------------------- | --------------------------------- | --------------------------------- | --------------------------------- | --------------------------------- |
| 1864                              | 1878                              | 1890                              | 1900                              | 1911                              | 1920                              | 1930                              | 1940                              | 1950                              | 1960                              | 1970                              | 1981                              | 1991                              | 2001                              | 2011                              |
| 747                               | 897                               | 1 134                             | 1 226                             | 1 295                             | 1 477                             | 1 584                             | 1 755                             | 1 964                             | 1 833                             | 1 728                             | 1 985                             | 2 054                             | 2 435                             | 3 113                             |

## Património
- Igreja de Nossa Senhora da Conceição ou Igreja Matriz do Cadaval
- Casa e Capela da Quinta do Fidalgo

## Personalidades ilustres
- Duque de Cadaval